# Kiribati en los Juegos Olímpicos de Río de Janeiro 2016
Kiribati participó en los Juegos Olímpicos de Río de Janeiro 2016 con un total de tres deportistas, que compitieron en dos deportes. El levantador de peso David Katoatau fue el abanderado en la ceremonia de apertura.

## Participantes
Atletismo
- John Ruuka (100 metros masculinos)[2]
- Karitaake Tewaaki (100 metros femeninos)[2]

Halterofilia
- David Katoatau (-105 kg masculinos)[2]